# ستيف كراوس
ستيف كراوس (بالإنجليزية: Steve Kraus)‏ هو سياسي أمريكي، ولد في 28 يوليو 1959 في بولينغ غرين في الولايات المتحدة. حزبياً، نشط في الحزب الجمهوري. وقد انتخب عضو مجلس نواب أوهايو.

## وصلات خارجية
- الموقع الرسمي